# Конавле
 Тази статия е за историко-географската област в Далмация.  За общината със същото име вижте Конавле (община).  
Конавле (или Конавли, остар. Конавля; на сърбохърватски: Konavle, Konavli) е историко-географска област на територията на съвременна Хърватия, Разположена е в южната част на страната, от село Плат на север до Которския залив на юг, с дължина 20 км, в подножието от билото на планината Орен. В областта са разположени общините Жупа Дубровачка и Конавле.
Името на областта идва от лат. canabula – „отклонителен канал“, заимствано от славяните от по-ранното романското население на Далмация. Според друга версия името идва от тюркската канлъ – „карета“.

## История
Има сведения, че областта е обитавана още от новокаменната епоха (неолита). През 10 век пр.н.е. тук са живели илирийските племена ардиеи и плереи. През 167 г. пр.н.е. областта става част от Римската държава, основен град в областта ще превръща Епидавър Илирийски. От около 493 г. е под управлението на остготите. През 535 г. Конавле става част от Византия. През 7 век се заселват славяните и аварите, които основават селище на мястото на древния Епидавър, което по-късно става известно като Стари Град (лат. Civitas vetus, откъдето е и съвременното име на града – Цавтат). Тук се заселва славянското племе коновляни (или каналити). Конавле (гръц. Κανάλη) е споменато за първи път под негово име в писмени източници от Константин VII Багренородни през 10 век като териториална единица, управлявана от архонт от 9 век. В летописите на поп Дуклянин Конавле се споменава като жупания, който е бил част от Червена Хърватия, чиято територия съвпадала с византийския регион Горна Далмация. През XI век Конавле става част от Дуклянската държава, през XII век – част от Рашка, а през 1378 г. част от Босненската държава. След смъртта на босненския крал Твърдко I областта е разделена между босненските феодали.